# Cordilura zaitzevi
Cordilura zaitzevi är en tvåvingeart som beskrevs av Gorodkov 1974. Cordilura zaitzevi ingår i släktet Cordilura och familjen kolvflugor. Inga underarter finns listade i Catalogue of Life.